# Heimatmuseum Hückeswagen

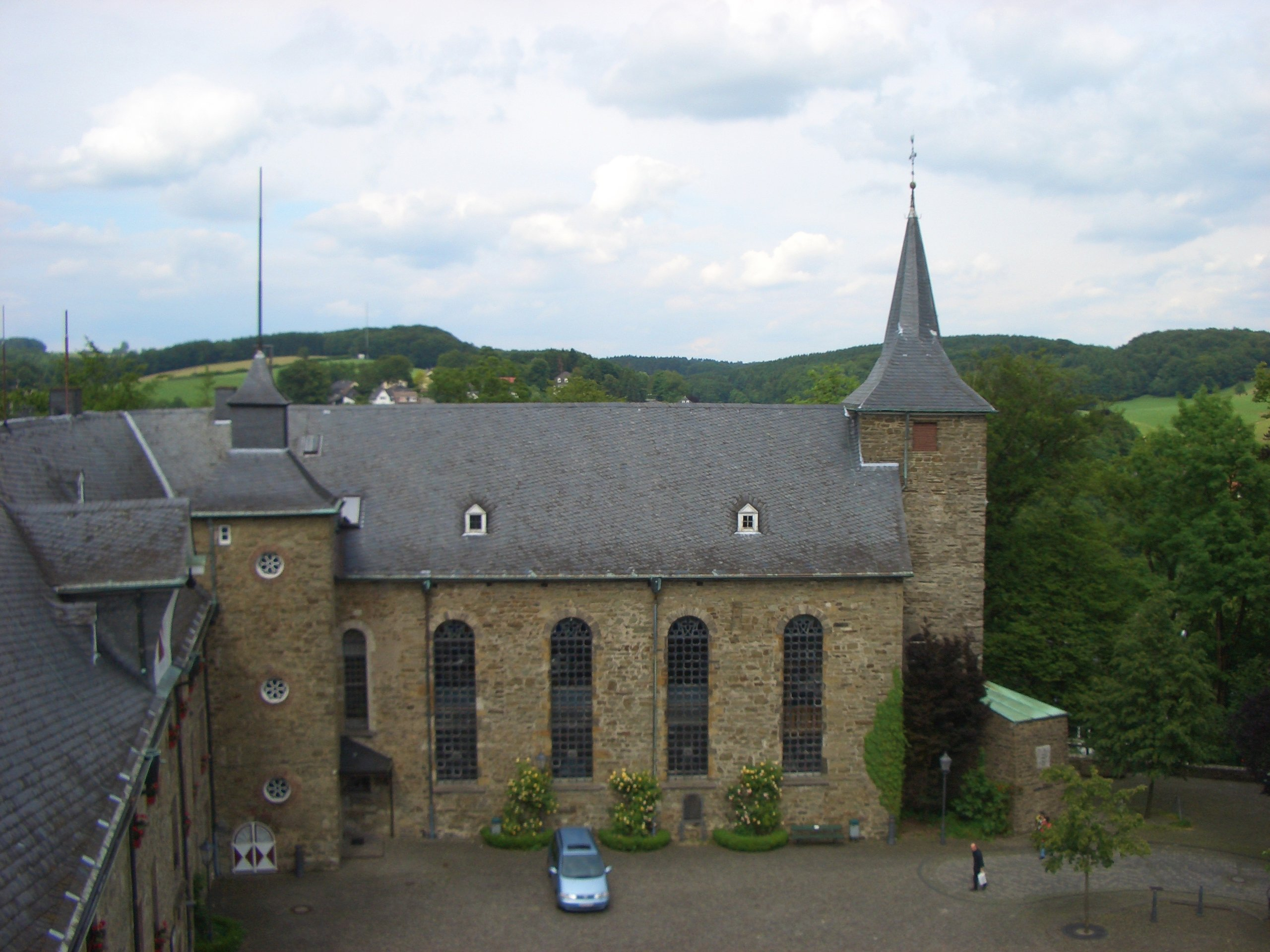
Schlosskirche mit Heimatmuseum

Das Heimatmuseum Hückeswagen ist im östlichen Saalbau im Schloss Hückeswagen untergebracht. Dieser wurde, nach unbekanntem Schicksal in mittelalterlicher und nachfolgender Zeit, im Jahre 1683 nachreformatorisch als katholische Kirche eingerichtet und folgend mit großen, durchgehenden Fenstern versehen. Er dient – nach Einziehung einer Zwischendecke – im oberen Teil als Ratssaal und im unteren Teil nach Jahren freier Nutzung seit 1963 als Heimatmuseum der Stadt Hückeswagen.
Der mauerstarke, schiefwinklige Torturm ist einer der Bauteile, an dem sich die Formensprache der spätromanisch-frühgotischen Entstehungszeit der Burg nachvollziehen lässt. Er hatte doppelte Funktion, als er das innere Burgtor und die Burgkapelle enthielt. Heute bildet der alte Torturm den Museumseingang und beherbergt an historischer Stelle im oberen Stockwerk wieder die Kapelle im Einzugsbereich des Museums. Dieser östliche Turm diente außerdem bis zur Zusammenlegung der beiden Archive Hückeswagens und Wipperfürths im Jahr 2016 als Stadtarchiv.

## Einzelnachweis
1. ↑  Gemeinsames Stadtarchiv Wipperfürth - Hückeswagen auf der Seite der Stadt Hückeswagen (abgerufen am 8. März 2020)

Koordinaten: 51° 9′ 3″ N, 7° 20′ 28″ O